# Florence L. Barclay
Œuvres principales
- Le Rosaire (1909)
- La Châtelaine de Shenstone (1910)

Florence Louisa Barclay (2 décembre 1862 - 10 mars 1921) est une autrice britannique de littérature sentimentale. Elle est surtout connue pour son roman Le Rosaire (1909). Elle est la mère de Vera Barclay, la créatrice du louvetisme en scoutisme.

## Biographie
Née en Angleterre dans un presbytère rural du comté de Surrey, elle est la fille d’un recteur anglican. Par sa mère, elle a des origines françaises. Elle a deux sœurs dont l’une, Maud Ballington Booth, est le leader de l'Armée du salut et la cofondatrice des "Volontaires d’Amérique" (Volunteers of America).
En 1869, à l’âge de sept ans, elle déménage avec sa famille à Limehouse, dans un arrondissement de Londres : Tower Hamlets. Jeune fille, elle s'occupe beaucoup des pauvres, et chante lors des célébrations religieuses.
Elle a dix-huit ans quand elle épouse, en 1881, un ami d'enfance, le révérend Charles W. Barclay. Le couple passe sa lune de miel en Terre sainte en Palestine, qui lui révèle la poésie évocatrice des lieux saints. Elle devient une oratrice publique accomplie et fait le tour des États-Unis en donnant des conférences sur son vécu en Palestine.
Florence Barclay et son époux s’installent à Hertford Heath, dans le Hertfordshire, où elle remplit tranquillement ses devoirs d'épouse de clergyman campagnard et donne naissance à huit enfants.
À la suite d'abus d'exercices physiques et surtout de la bicyclette, elle est atteinte d'une lésion au cœur au début de la quarantaine. Elle doit s’aliter et pour passer le temps, se met à écrire : d'abord une nouvelle, The Wheels of Time, qui sera sa première œuvre sentimentale, puis un roman, Le Rosaire. Elle envoie ceux-ci à sa sœur Maud, qui vit en Amérique et qui se charge de trouver un éditeur. Son roman Le Rosaire y est publié en 1909 et lui vaut une célébrité immédiate. Florence Barclay écrit onze livres, dont certains seront adaptés au cinéma dès 1921.
Elle a été une grande admiratrice de la poétesse et essayiste anglaise Elizabeth Barrett Browning (1806 - 1861) : elle a visité les lieux où celle-ci avait habité et a acheté certains objets lui ayant appartenu et mis en vente aux enchères après sa mort.
En 1920, la santé de Florence Barclay s'aggrave et elle doit subir une intervention chirurgicale au cours de laquelle elle décède, à l'âge de 58 ans. L'année de son décès, une de ses filles (dont on saura plus tard qu'il s'agissait de Vera Barclay), publie anonymement une biographie de sa mère : Vie de Florence L. Barclay, écrite par sa fille (1923) (The Life of Florence Barclay : a study in personality by one of her daughters).

## Le Rosaire
Récit d’un amour éternel d'une simplicité attendrie, plus de 150 000 exemplaires ont été vendus en un an. Traduit en huit langues, le roman sera également adapté au cinéma à plusieurs reprises (dont un film français). Selon le journal The New York Times, Le Rosaire est le best-seller numéro un de l’année 1910 aux États-Unis. La longévité de son succès est telle que, vingt-cinq ans plus tard, le magazine Sunday Circle publie le roman sous forme de feuilleton et, en 1926, le dramaturge français André Bisson l'adapte pour le théâtre, à Paris (il adaptera également, en 1930, La Châtelaine de Shenstone). En 1947, plus d'un million d'exemplaires de Le Rosaire a été vendu dans les pays de langue anglaise.

## Œuvres parues en France
Romans
- Le Rosaire (The Rosary, 1909) 1re édition française : 1921. Éditions Librairie Payot et Cie; traduction de E. de Saint-Segond ; In-12, 300 p. Dernière réédition française : 1968, éditions J'ai lu, poche no 287.

- La Châtelaine de Shenstone (The Mistress of Shenstone, 1910) 1re édition française : 1922. Librairie Plon- Nourrit et Cie, Paris ; traduit par E. de Saint-Segond; relié, In-16, 260 p. Dernière réédition française : 1952.
- En suivant l’étoile (The Following of the Star, 1911) 1re édition française : 1923. Librairie Plon- Nourrit et Cie, Paris; traduit par E. de Saint-Segond ; broché, In-16, 323 p. Dernière réédition française : 1951.
- Le Jardin clos de Christobel (Through the Postern Gate, 1911) 1re édition française : 1924. Librairie Plon- Nourrit et Cie, Paris ; traduit par E. de Saint-Segond ; broché; In-16; 249 p. Dernière réédition française : 1957.
- Le Poison de la jungle (The Upas Tree, 1912) 1re édition française : 1925. Librairie Plon- Nourrit et Cie, Paris ; collection Bibliothèque reliée Plon no 139 ; traduit par E. de Saint-Segond ; In-16; 253 p. Dernière réédition française : 1956.

- L’Auréole brisée (The Broken Halo, 1913) 1re édition française : 1926. Librairie Plon- Nourrit et Cie, Paris ; traduit par E. de Saint-Segond ; In-16, 331 p. Dernière réédition française : 1954.

- L’Amour au bout du fil (The Wall of Partition, 1914) 1re édition française : 1927. Librairie Plon, Paris ; traduit par E. de Saint-Segond ; in-12, 260 p. Dernière réédition française : 1956.
- Les Dames blanches de Worcester (The White Ladies of Worcester, 1917) 1re édition française : 1928. Librairie Plon, les Petits-Fils de Plon et Nourrit ; traduit par E. de Saint Segond ; In-16, 294 p. Dernière réédition française : 1936.
- Ma vie pour la tienne, précédé de Les Roues du temps (The Wheels of time, 1908) 1re édition française : 1928. Librairie Plon, traduit par E. de Saint Segond, Broché, 266 p.
- Sir Guy Mervyn 1re édition française : 1934. Éditions Plon, traduit par Charles Thérézol, In-16, 295 p.

Biographie
- Vie de Florence L. Barclay, écrite par sa fille, de Vera Barclay. 1re édition française : 1923. Éditeurs Plon-Nourrit et Cie ; traduit par E. de Saint Segond ; In-16, 239 p.